# Greatest Hits (álbum de Shania Twain)
Greatest Hits é um álbum de grandes sucessos da cantora canadense Shania Twain, lançado em 8 de novembro de 2004 pela Universal Music Group Nashville. O álbum contém 17 faixas (18 no álbum internacional) de seus três álbuns certificados Diamante anteriores, The Woman in Me, Come on Over e Up!. Também estão incluídas três novas músicas: "Party for Two", que atingiu o top 10 na parada country nos EUA, top 10 no Reino Unido e na Alemanha, a balada "Don't!" e "I Ain't No Quitter".
Greatest Hits terminou 2005 como o álbum Country mais vendido nos Estados Unidos com mais de 4 milhões de cópias vendidas, sendo certificado com 4x Platina.
Greatest Hits estreou no número dois na Billboard 200 e número um na Top Country Albums com 530.000 cópias vendidas. O álbum ficou em primeiro lugar na parada de álbuns da Billboard Top Country por 11 semanas consecutivas. Em novembro de 2017, o álbum já tinha vendido 4,45 milhões de cópias nos EUA. O álbum já vendeu mais de 10 milhões de cópias mundialmente e está entre as 10 coletâneas mais vendidas de todos os tempos por uma artista feminina.

## Lista de faixas
Todas as faixas escritas e compostas por Shania Twain e Robert John "Mutt" Lange, exceto "You Win My Love", escrita apenas por Lange. Todas as faixas produzidas por Lange. 
| Greatest Hits – Edição norte-americana |                                                  |                 |         |  |
| N.º                                    | Título                                           | Álbum original  | Duração |  |
| 1.                                     | "Forever and for Always"                         | Up!             | 4:03    |  |
| 2.                                     | "I'm Gonna Getcha Good!"                         | Up!             | 4:02    |  |
| 3.                                     | "Up!"                                            | Up!             | 2:53    |  |
| 4.                                     | "Come On Over"                                   | Come on Over    | 2:54    |  |
| 5.                                     | "Man! I Feel Like a Woman!"                      | Come on Over    | 3:54    |  |
| 6.                                     | "That Don't Impress Me Much"                     | Come on Over    | 4:27    |  |
| 7.                                     | "From This Moment On"                            | Come on Over    | 3:55    |  |
| 8.                                     | "Honey, I'm Home"                                | Come on Over    | 3:37    |  |
| 9.                                     | "You're Still the One"                           | Come on Over    | 3:15    |  |
| 10.                                    | "Don't Be Stupid (You Know I Love You)"          | Come on Over    | 3:35    |  |
| 11.                                    | "Love Gets Me Every Time"                        | Come on Over    | 3:33    |  |
| 12.                                    | "No One Needs to Know"                           | The Woman in Me | 3:03    |  |
| 13.                                    | "You Win My Love"                                | The Woman in Me | 3:45    |  |
| 14.                                    | "(If You're Not in It for Love) I'm Outta Here!" | The Woman in Me | 3:48    |  |
| 15.                                    | "The Woman in Me (Needs the Man in You)"         | The Woman in Me | 3:57    |  |
| 16.                                    | "Any Man of Mine"                                | The Woman in Me | 4:06    |  |
| 17.                                    | "Whose Bed Have Your Boots Been Under?"          | The Woman in Me | 3:59    |  |
| 18.                                    | "Party for Two" (com Mark McGrath)               |                 | 3:31    |  |
| 19.                                    | "Don't!"                                         |                 | 3:56    |  |
| 20.                                    | "Party for Two" (com Billy Currington)           |                 | 3:31    |  |
| 21.                                    | "I Ain't No Quitter"                             |                 | 3:30    |  |
| Duração total:                         | Duração total:                                   | Duração total:  | 77:45   |  |

| Greatest Hits – Edição internacional |                                                  |                 |         |  |
| N.º                                  | Título                                           | Álbum original  | Duração |  |
| 1.                                   | "Forever and for Always"                         | Up!             | 4:03    |  |
| 2.                                   | "I'm Gonna Getcha Good!"                         | Up!             | 4:02    |  |
| 3.                                   | "Up!"                                            | Up!             | 2:53    |  |
| 4.                                   | "Ka-Ching!"                                      | Up!             | 3:21    |  |
| 5.                                   | "Come On Over"                                   | Come on Over    | 2:54    |  |
| 6.                                   | "Man! I Feel Like a Woman!"                      | Come on Over    | 3:54    |  |
| 7.                                   | "That Don't Impress Me Much"                     | Come on Over    | 4:27    |  |
| 8.                                   | "From This Moment On"                            | Come on Over    | 3:55    |  |
| 9.                                   | "Honey, I'm Home"                                | Come on Over    | 3:37    |  |
| 10.                                  | "You're Still the One"                           | Come on Over    | 3:15    |  |
| 11.                                  | "Don't Be Stupid (You Know I Love You)"          | Come on Over    | 3:35    |  |
| 12.                                  | "Love Gets Me Every Time"                        | Come on Over    | 3:33    |  |
| 13.                                  | "No One Needs to Know"                           | The Woman in Me | 3:03    |  |
| 14.                                  | "You Win My Love"                                | The Woman in Me | 3:45    |  |
| 15.                                  | "(If You're Not in It for Love) I'm Outta Here!" | The Woman in Me | 3:48    |  |
| 16.                                  | "The Woman in Me (Needs the Man in You)"         | The Woman in Me | 3:57    |  |
| 17.                                  | "Any Man of Mine"                                | The Woman in Me | 4:06    |  |
| 18.                                  | "Whose Bed Have Your Boots Been Under?"          | The Woman in Me | 3:59    |  |
| 19.                                  | "Party for Two" (com Mark McGrath)               |                 | 3:31    |  |
| 20.                                  | "Don't!"                                         |                 | 3:56    |  |
| 21.                                  | "I Ain't No Quitter"                             |                 | 3:30    |  |
| Duração total:                       | Duração total:                                   | Duração total:  | 77:07   |  |

| Críticas profissionais | Críticas profissionais |
| Avaliações da crítica  | Avaliações da crítica  |
| Fonte                  | Avaliação              |
| ---------------------- | ---------------------- |
| AllMusic               | [ 5 ]                  |
| PopMatters             | [ 6 ]                  |